# Прохасько Маркіян Тарасович
Маркіян Тарасович Прохасько (нар. 1991, Івано-Франківськ) — український письменник, блогер, журналіст. Учасник сезонної експедиції 2019 року на українську науково-дослідну станцію «Академік Вернадський» в Антарктиді. Автор науково-популярної книги-репортажу «Мрія про Антарктиду», написаної на основі власних вражень та тривалого дослідження теми. Син українського письменника, лауреата Шевченківської премії Тараса Прохаська, племінник літературознавця та перекладача Юрія Прохаська, родич письменниці Ірини Вільде (онук її троюрідної племінниці).

## Біографія
Народився 1991 року в Івано-Франківську, у дитинстві переїхав до Львова, навчався в школі № 8. Закінчив бакалаврат з історії та магістратуру з журналістики в Українському католицькому університеті у Львові. Перша книга вийшла друком у січні 2018 року у «Видавництві старого лева», а саме художня книга «Нестримна сила води». Проте оповідання опублікував раніше у збірках разом з іншими авторами.
2018 року Маркіян оголосив про збір коштів для експедиції в Антарктиду, куди вирушив на кілька місяців на початку 2019 року. Книга «Мрія про Антарктиду» вийшла в лютому 2022 року — незадовго до повномасштабного вторгнення Росії в Україну. З 2024 року — військовослужбовець Національної гвардії України.

## Творчість
Перша книга Маркіяна — художня збірка оповідань «Нестримна сила води». Зазначалося, що книга — про пошук ідеального міста. У рецензії для видання «ЛітАкцент» згадується, що попри тему пошуку ідеального міста, тут йдеться радше не про якусь конкретну, географічно обмежену територію, а про місто як ідею. Автор знаходив натхнення у містах Центрально-Східної Європи: Чернівці, Ужгород, Івано-Франківськ, Львів, Жовква, Яремче, Делятин, Долина, Коломия, Рахів, Піран, Любляна, Краків, Відень, Ґрац. Хоча у самому тексті міста навмисно не названі, щоб кожен читач міг віднайти щось своє. Раніше були опубліковані його історичні статті про середньовічну літературу. Він є одним із авторів збірки інтерв'ю з відомими українцями «theUKRAINIANS: історії успіху».
Часопис «Критика» пише, що магія в оповіданнях напрочуд правдоподібна, майже немагічна і годиться на паралельне існування.
Письменник Тарас Прохасько, батько Маркіяна, відгукнувся про письмо сина (про «Нестримну силу води»): «Мені подобається те, що вона написана в консервативному, архаїчному стилі, не побудована за схемами, як пропонують писати бестселери, чи ще якісь успішні тексти. Це дуже рефлексивна книга, яка ностальгуюче перегукується зі старою практикою, технікою читання й писання — повільно, без особливих акцій, але вона переповнена різними нюансами і відчуттями».
У 2021 році аудіосервіс Megogo вирішив озвучити ряд книг українських авторів. Серед них і «Нестримну силу води».
Незадовго після презентації книги «Нестримна сила води» у 2018 році, у жовтні Маркіян Прохасько оголосив про намір поїхати в Антарктиду, щоб написати книгу про неї.

#### Тематика текстів і зацікавлення
Попри історичну освіту, Маркіян не займався історією професійно. Але повертався до цієї тематики. Маркіян вважає, що людина не обов'язково мусить знати всю історію, аби збагнути її принцип. У одному з есеїв порівнює плин історії і історичні події та персоналії з течією ріки, у якій пропливає осіннє листя. Навіть якщо спостерігач не побачить кожного листочка, можна збагнути принцип. Восени 2021 року, був учасником Літературної резиденції в Бучачі разом із Борисом Херсонським та Діаною Клочко, внаслідок якої кожен із резидентів написав ряд есеїв. Влітку 2024 року взяв участь у онлайн-резиденції «Narrative Shifts» для авторів та митців від «The Seventh Wave», США. У підсумку, для англомовних читачів був опублікований уривок з Маркіянової книги.
Маркіян Прохасько працював у львівському медіа «Твоє місто» та дописував для багатьох українських видань: «Zbruc», «The Ukrainians», «День», «Українська правда», «Куншт», «Галицький кореспондент», «Український журнал», «Медіакритика», «Експедиція XXI ст.» та інших. Письменник пише про суспільно-політичні проблеми, науку, культуру, історію та світ. Його спогади про кардинала Любомира Гузара ввійшли у книгу спогадів про цього очільника УГКЦ.
Під час розмови із Вахтангом Кебуладзе на Книжковому Арсеналі автор зазначив, що як письменник він хотів би бути несподіваним, і найгірше для нього «заточити» себе на один тип літератури. Його цікавить робота над різними текстами: літературними, журналістськими, есеїстичними, історичними тощо. Другою книгою став нонфікшн про Антарктиду, куди автор помандрував спеціально щоб написати книгу. Не хоче писати про те, про що пишуть інші. Зокрема зазначав, що не хоче писати про війну, адже про це вже написано багато щирих книг.

#### Інша діяльність
У одному з інтерв'ю зазначає, що коли творчість надто тісно пов'язана з роботою, то можна втратити від писання задоволення. Тому шукає себе у інших ремеслах. Деякий час працював копірайтером у рекламній компанії. Був випусковим редактором у виданні «Локальна історія». Займається фотографуванням.

#### Проект із популяризації Антарктиди
З дитинства доволі багато мандрує. Не міг уявити, що у 27 років опиниться в Антарктиді, адже до цієї поїздки не був за межами Європи.
Письменник побачив, що у Національного антарктичного наукового центру новий керівник, Євген Дикий, тож Маркіян звернувся до нього з пропозицією написати книгу. Оголосив про свій намір у жовтні 2018, хоча сама ідея написати колись таку книгу виникла за 5 років до цього. До поїздки готувався чотири місяці: збирав інформацію, гроші у спонсорів та охочих підтримати. Посади письменника в Антарктиді немає, тож Маркіяну дозволили залишатися на станції разом з іншими учасниками експедиції, якщо він сам знайде кошти на дорогу і дістанеться на станцію. Ідея створити нонфікшн про Антарктиду тривалий час була записана у його блокноті.
На станцію йшов яхтою через протоку Дрейка. Був залучений разом з іншими учасниками плавання до роботи на палубі і в камбузі. На яхті учасників плавання мучила морська хвороба, а також потрібно було постійно дотримуватися правил безпеки, бо падіння за борт у холодні води на 98 % означає загибель. На станції на рівні з іншими був залучений у побутові справи: прибирання, чергування. Також М. Прохасько вивчав життя станції із середини, записував інтерв'ю, робив фотографії. А при можливості разом із українськими дослідниками виходив у експедиції на сусідні острови.
Як зазначено у виданні «Читомо», Маркіян Прохасько проводив в Антарктиді на станції «Академік Вернадський» літературні вечори. Поки що він єдиний український письменник, який має такий досвід.
Книга «Мрія про Антарктиду» вийшла в лютому 2022 року у «Видавництві старого лева». У книзі автор пише про мрії українців отримати станцію, історію відкриття Антарктиди та українців у цій історії, про закони, які діють в Антарктиді, зміни клімату, науку і життя на станції «Академік Вернадський», природу, життя на яхті посеред океану, зв'язок, антарктичну кухню, «банк Антарктиди», бар «Фарадей» та ін. «Мрія про Антарктиду» отримала гарну оцінку від читачів на сервісі Goodreads та кілька позитивних відгуків та рецензій,.
Впродовж написання книги Маркіян Прохасько також вів блог, публікував окремі інтерв'ю з науковцями, підготував цикл матеріалів про глобальні зміни клімату, кілька репортажів зі станції та мандрівки, зокрема про вибори в Антарктиді. Маркіян став співзасновником сайту про Антарктиду nopolarbears.aq, започаткував YouTube-канал, де публікує тематичні відео про Антарктиду, а також долучився до створення художнього аудіосеріалу «Літо в Антарктиді» на основі реальних подій, де головний герой прагне потрапити на крижаний континент. Спільно із Сергієм Трухімовичем та «Львівським Радіо» створили подкаст «Антарктичний», де популяризують українську Антарктику.
Навесні анонсував створення електронної «Моєї другої книги про Антарктиду», яка збере у собі раніше опубліковані матеріали, які не дублюють «Мрію про Антарктиду». Ця книга буде у вільному доступі.
У мережі на сторінках різних медіа доступні також інші уривки з книги: Zaxid.net, «Куншт».

#### Антарктида і Україна
На думку Маркіяна Прохаська, те, про що не говорять, не існує у інфопросторі. Це стало мотивом створити книгу про Антарктиду. Оскільки подібних книг не було, тому хотів вмістити у одну книгу максимально багато.
У вступі книги зазначається, що можливість потрапити на станцію своєї країни існувала зокрема через те, що свого часу українці таку станцію здобули для своєї держави. «Лише внаслідок безлічі історичних подій, головна з яких — здобуття станції „Академік Вернадський“, стала можливою моя мандрівка через пів світу:…».
У книзі багато розділів присвячено історії. Так, тут є розділи про українців в експедиції Беллінсгаузена і Лазарєва понад 200 років тому. Також про українця Антона Омельченка у британській експедиції Роберта Скотта понад сто років тому. Є тут і про учасників радянських експедиції. І звісно — про здобуття Україною станції «Фарадей», яка носить тепер ім'я «Академік Вернадський». І про українських дослідників, що вивчають континент під українським прапором.
Книгу присвячено «Поверненню України в Антарктику». Автор сподівається, що книга підкреслить причетність України до глобальних процесів.
Восени 2022 року книга «Мрія про Антарктиду» потрапила у довгий список номінантів на здобуття Премії імені Юрія Шевельова, а згодом і в короткий список разом із книгами Павла Казаріна й Андрія Павлишина. У результаті книга отримала спеціальну відзнаку від «Радіо Культура». У 2023 році книга також потрапила у фінал Премії Львова — міста літератури ЮНЕСКО.
Арктика
Незадовго після виходу книги про Антарктиду, Маркіян Прохасько побував також і в Арктиці — на архіпелазі Шпіцберген (Свальбард), Норвегія. Після подорожі він почав подкаст про Арктику і взяв участь у програмі «Арктичні війни», де учасники обговорювали претензії великих держав на регіон, зокрема через створення військових баз і посилення економічної активності внаслідок танення льоду.

## Особисте життя
Маркіян Прохасько — син українського письменника, лауреата Шевченківської премії Тараса Прохаська та племінник літературознавця й перекладача Юрія Прохаська.
У рамках презентаційного туру «9 міст — 9 історій», Маркіян зазначив поетесі та літературознавиці Галині Крук, що в тому, що він став письменником, важливіший вплив мало не так те, що батько — письменник, а те, що батько є таким, як є, саме як людина. Він за фахом біолог і якби все життя працював за фахом, але з тими самими поглядами на світ, то це вплинуло б практично тією самою мірою. А іншим факторами вважає знайомство з письменницьким середовищем, культуру говоріння, читання та писання навколо.
Каже, що ніколи не хотів писати через те, що батько пише. Згадує, що це йому подобалося з дитинства. Важливою, за його словами, була й письменницька аура в родині. Про дитинство згадує, що часто засинав під звуки друкарської машинки, на якій за дверима працював батько.